# 提贝里乌斯
提贝里乌斯·尤利乌斯·凱撒·奧古斯都（拉丁語：Tiberius Julius Caesar Augustus，前42年11月16日—37年3月16日），又譯提庇留、提比略，羅馬帝國的第二任皇帝，在位於西元14年－37年。
提贝里乌斯繼承由奧古斯都（屋大維）締造的帝國，藉由聯姻關係，成為史學家所稱的儒略-克勞狄王朝之繼承人。提贝里乌斯個性深沉嚴苛，執政之後並不受到臣民的普遍喜愛。執政後期，由於黨派之間的鬥爭的陰謀，使得他採用殘暴的手段對付政敵。在羅馬古典作家的筆下，他的形象被定位為殘虐、好色；但近代學者根據帝國當年的安定景象與文獻銘刻，重新為提贝里乌斯翻案。

## 早年生平

### 童年
提比略烏斯出身於共和時期流傳下來的名門克勞狄烏斯家族。提比略烏斯的父親克勞狄烏斯·尼祿在共和末年，曾經擔任過凱撒的財務官。到了前44年凱撒遇刺之後，他在混亂中四處奔波，直到後三頭同盟成立後，他加入了馬克·安東尼的陣營，國內局勢才稍微穩定。後來，由於屋大維的要求，莉薇婭改嫁給屋大維。提比略烏斯的生父克勞狄烏斯·尼祿在與莉薇婭離婚後，不久即病故身亡。
提比略烏斯從小就在困苦與憂患中度過幼年。他在後三頭同盟建立之前，常跟著父母在西西里、亞該亞等地逃離敵人的追捕。在前39年母親莉薇婭改嫁之後，提比略烏斯與弟弟德魯蘇斯，一起過繼成為屋大維的兒子。

### 軍事與政蹟
提比略烏斯成年之後，在奧古斯都的看護下開始了他的政治生涯。他擔任軍團長官，在東方解決了亞美尼亞的王位問題，並向帕提亞人索回過去克拉蘇兵敗之後被奪去的軍旗。他還在山外高盧、潘諾尼亞等地，與高盧、日耳曼部族進行戰爭，並取得了勝利。他在公元前9年與前7年，獲得了在羅馬舉行了小凱旋式的殊榮。
此外，他還擔任過財務官、大法官和執政官，並且在公元前6年還獲得了5年保民官的特權。

### 自我放逐
提貝理烏原先與維絲帕妮亞結婚，夫妻感情深厚，並生有一子德鲁苏斯·尤里乌斯·凯撒。前12年，奧古斯都的好友兼女婿阿格里帕死去。奧古斯都為了穩固皇族繼承人的基礎，強迫提比略烏斯與維絲帕妮亞離婚，改娶自己的女兒大茱莉亞。提比略烏斯痛苦地接受這項要求，並與大茱莉亞生有一子。但在他們的兒子夭折之後，提比略烏斯對妻子感到厭惡難耐，夫妻感情破裂。
由於奧古斯都的三個外孫逐漸長大：蓋烏斯、魯基烏斯、波斯圖姆斯（他們是大茱莉亞與阿格里帕的兒子），而提比略烏斯是在奧古斯都繼承人中最為年長、並且已經建立功蹟的第一人。他一方面不願意成為奧古斯都繼承上的難題，一方面不願意再與妻子生活。於是在前6年，他以個人健康不佳作為藉口，拒絕母親莉薇婭的懇求，毅然要求退隱，並堅決地航向羅德島，在那裡過著一個普通公民的生活。
後來，大茱莉亞被控通姦，奧古斯都行使家父權利流放大茱莉亞。波斯圖姆斯行為荒唐放蕩，也被奧古斯都放逐。在此之前，提貝理烏斯的另一位同胞兄弟德魯蘇斯也逝世了。由於皇室空虛，2年，提貝理烏斯終於回到羅馬，但他依舊不涉及政治。

### 登上帝位
幾年之後，奧古斯都僅存的親生外孫魯基烏斯和蓋烏斯也相繼亡故，於是提比略烏斯便成為唯一合適的成年皇位繼承人選了。他收養了親侄子日耳曼尼庫為繼子，重新開始國家的政治事業。
提比略烏斯重新進行日耳曼戰役。他以嚴格的紀律重整部隊，一洗先前瓦魯斯在條頓森林慘敗的氣氛。提比略烏斯渡過萊茵河，擊敗了布魯克特利人。12年他回到羅馬，並舉辦了凱旋式。
14年8月19日，奧古斯都病逝。提比略烏斯受元老院一致同意，在法律上繼承奧古斯都所有一切的權利——讓提貝理烏斯繼任羅馬皇帝。

## 登上帝位

### 登基時的軍隊譁變
14年，提貝理烏斯在羅馬繼位為皇帝。但此時帝國邊境兩個軍區：日耳曼軍區（萊茵河流域）與伊里利庫姆軍區（多瑙河流域），都發生了部隊譁變。他們藉著奧古斯都去世時的局面，趁機提出爭取福利的要求；他們要求退役、提高待遇、減輕勞動負擔，並指控長官的欺凌，當地軍官與軍團統帥無法制止。提比略烏斯分別派遣兩位特使趕赴處理。
提比略烏斯的兒子德鲁苏斯·尤里乌斯·凯撒到達伊里利庫姆，險些遭到群情激奮的士兵殺害。後來，他藉由一次月蝕所引發的恐慌，聯合各營區的百夫長，糾出活躍與鼓噪的士兵誅殺，迅速地敉平這場騷動。另一方面，提比略烏斯則是派遣繼子日耳曼尼庫斯到日耳曼軍區處理事變，但下日耳曼軍團不願意接受，於是日耳曼尼庫斯便率領效忠於他的上日耳曼軍團，偷襲攻擊下日耳曼的營區，鎮壓日耳曼軍團中的不服從分子。

### 執政初期
執政初期，提比略烏斯力求寬和，而且太后莉薇婭在29年逝世前對提比略烏斯有很大影響力。他的態度謙和，拒絕「國父」、「統帥」等稱號；他尊崇元老院，仿效共和時期的習慣，事無大小均親自向元老院報告國政；他時常到法庭聆聽判決，藉以防止法官收賄與貪污。他提倡言論自由，除非言談涉及對養父奧古斯都或母親莉薇婭的污辱（叛國罪），他對於冒犯他本人或家庭者完全不予追究。他曾對元老院說過自己的立場：「元老們，一個經由你們的支持，才擁有如此廣泛權力的國家元首，是全體公民的僕人。」
提比略烏斯的經濟政策，基本上是採取保守的方針。在經過前朝政府的擴大開銷之後，他限制了各項國家的支出。他削減娛樂與演出事業的開支，限制奢侈品的消費，並以身作則鼓勵節約。
提比略烏斯注意社會治安，剿滅各地流竄的土匪和鎮壓非法暴動。影響後世最大的，是他建立了一支六千人編制的「近衛軍步兵大隊」，並讓他們駐紮在羅馬城內，成為皇權鞏固的另一基礎。
提比略烏斯的對外政策，則是以守勢為主。他遵行奧古斯都不再擴張的原則，將日耳曼軍團撤回萊茵河左岸。除了毛利塔尼亞地區的叛變之外，提比略烏斯未再進行各項戰事。
雖然提比略烏斯的一系列措施，有效的健全了財政與國防，但對一般的羅馬百姓而言，沒有了公共娛樂、皇帝贈金以及軍事凱旋式的統治是乏味的，因此相較於先帝明顯吝嗇的多的提比略烏斯在百姓中並不受歡迎。

### 日耳曼尼庫斯之死
日耳曼尼庫斯是提比略烏斯的親侄，他與奧古斯都的孫女大阿格里皮娜結婚，生有九名子女。日耳曼尼庫斯在平定日耳曼軍區的譁變之後，在該年冬天率領部隊渡過萊茵河，進攻毫無準備的日耳曼部族，獲取豐厚的勝利品，之後提比略烏斯以不擴大戰爭的方針，召日耳曼尼庫斯回國。然而，羅馬軍團在取海道回國的過程中，遭遇暴風雨而折損相當多的部隊。
提比略烏斯在日耳曼尼庫斯歸國後，為他舉辦了凱旋式。18年，日耳曼尼庫斯被派任到東方，處理帕提亞方面的外交事務。但敘利亞的行省長官披索，對日耳曼尼庫斯多方掣肘，使雙方的關係十分緊張。19年，日耳曼尼庫斯病死，他臨死之前認定受到披索的毒害，要求家人為他報仇。後來，披索被召回，於涉嫌謀殺日爾曼尼庫斯的審判過程中自殺，但提比略烏斯保全了他的名譽與後人。
在古典作家塔西佗的作品中，時人懷疑披索是受到提比略烏斯的指使，為的是除去日耳曼尼庫斯與其孩子的皇位繼承，好讓他的親生兒子德魯蘇斯·尤里烏斯·凱撒能順利接班。

### 阿格皮娜的流放
日耳曼尼庫斯的遺孀大阿格里皮娜，自認流有純正的奧古斯都血統，瞧不起過繼而來的提比略烏斯，並懷疑其夫之死與提比略烏斯有關。大阿格里皮娜曾經在家族的餐宴上，拒絕提比略烏斯遞給他的無花果，明白表示出她的厭惡、與受到毒害的恐懼；提比略烏斯也不滿地對這位兒媳說：「親愛的孩子，妳因為沒當上女皇而感到委曲嗎？」莉薇婭過世之後，雙方缺少了調和的中間人，逐漸變得水火不容。阿格里皮娜成了反提比略烏斯一派的重要人物。
在近衛軍長官塞揚努斯的運作下，30年，提比略烏斯以發動陰謀為由，對阿格里皮娜一派發動攻擊。阿格里皮娜與其女小阿格里皮娜遭到流放，大阿格里皮娜絕食而死，其長子尼祿也受到流放身亡，次子德魯蘇斯監禁在皇宮中受饑餓而死，三子卡利古拉召到卡布里島就近監視。支持與同情阿格里皮娜一派的人士都受到擴大株連。

### 退隱卡布里
提比略烏斯的親生兒子德魯蘇斯·尤里烏斯·凱撒在23年辭世，提比略烏斯極為悲痛，他也與親族關係惡劣，這些都使他萌生離開羅馬的念頭。到了26年，提比略烏斯終於決定離開，到了坎帕尼亞的外島「卡布里島」去。他藉著與元老院的書信往返，以及指定近衛軍長官塞雅努斯為他在羅馬的代理人，以這種十分奇特的方式維持國家大政的運作。從此時開始一直到過世，提比略烏斯未曾再回到首都。

### 與基督教的關係
在塔西佗的《歷史》和《新約聖經》一書中提到，耶穌基督是在提比略烏斯在位任內，被當地羅馬總督本丟彼拉多判處釘十字架之刑。

## 塞揚努斯的垮台與皇位的繼承
塞扬努斯主導了對阿格里皮娜的鬥爭。由於皇帝的授權，他在31年達到權力的最頂點，並打算與莉維拉（德魯蘇斯·尤里烏斯·凱撒的遺孀、提比略烏斯的兒媳）結婚，獲取皇位的繼承人的資格。32年，提比略罷免塞揚努斯的近衛軍長官一職，改命馬克羅繼任軍長官。在一場元老院的會議中，提比略烏斯以書信的方式公開宣旨，指控塞揚努斯的陰謀奪權計劃，馬克羅當場逮捕塞揚努斯。提比略下令夷滅塞揚努斯三族，並以羅馬最嚴厲的懲罰之一———嚗屍於卡匹托利欧山峭壁台階懲處塞揚努斯全家。
37年，提比略以79歲的高齡，病死在卡布里島。他的遺囑中聲明，讓卡利古拉與他未成年的孫子小提比略烏斯繼承他的遺產。

## 評價
提比略烏斯個性嚴苛、不易親近，再加上他執政後期拋棄首都隱居外島，並選擇了殘暴的塞揚努斯作為他的代理人。因此，羅馬高層人士對提比略烏斯的評價十分差勁。塔西佗在書中以各式惡劣的動機解釋提比略烏斯的一切政策，無論是善政或惡政；而蘇埃托尼烏斯更是搜羅了各式未經證實的閒聊，將他在卡布里島的生活描繪得淫穢不堪。影響所及，使得提比略烏斯在一千多年之間受到後人的批評。
19世紀學者特奧多爾·蒙森在其著作《羅馬史》一書中，公開為提比略烏斯翻案。他考證當時的銘刻、法律，重新塑造其「治國有方」的形象；而後來在克勞狄烏斯後期到尼祿當政時期的帝國才幹之士，也都是經過提比略烏斯所提拔出來的。當代的羅馬史研究證明，與其說提比略烏斯的惡名源自於他的惡政，更大程度上是源於史學家塔西佗的偏見。